# Tortugas Ninja
Las Tortugas Ninja (título original: Teenage Mutant Ninja Turtles, también abreviado como TMNT, y traducido como Tortugas Ninja Mutantes Adolescentes) es una franquicia de medios estadounidense creada por los dibujantes de cómics Kevin Eastman y Peter Laird. Sigue a Leonardo, Raphael, Michelangelo y Donatello, cuatro hermanos tortugas antropomórficos entrenados en ninjutsu y Taijutsu que luchan contra el mal en la ciudad de Nueva York. Los personajes secundarios incluyen al sensei de las tortugas, una rata llamada Splinter y a  sus amigos humanos, April O'Neil y Casey Jones y enemigos como Baxter Stockman, Krang y su archienemigo, Shredder. Ellos viven a menudo en las alcantarillas de Nueva York, pero también han vivido en otros lugares, como la granja de la abuela de April O'Neil en Northampton, Massachusetts, viejas estaciones del metro subterráneo y el apartamento de April O'Neil. 
Las Tortugas Ninja han inspirado el nombre de una tortuga prehistórica que tenía cuernos y una cola llena de picos. Los científicos ubicaron este animal en un nuevo género, Ninjemys, que significa la "tortuga ninja". 
La franquicia comenzó como un cómic, Teenage Mutant Ninja Turtles, que Eastman y Laird concibieron como una parodia de elementos populares en los cómics de superhéroes de la época. El primer número fue publicado en 1984 por la compañía Mirage Studios de Eastman y Laird y fue un éxito sorprendente. En 1987, Eastman y Laird otorgaron la licencia de los personajes a Playmates Toys, que desarrolló una línea de figuras de acción de las Tortugas. Entre 1988 y 1992 se vendieron alrededor de 1.100 millones de dólares en juguetes de las Tortugas, lo que los convirtió en las terceras figuras de juguete más vendidas en ese momento.
Las figuras de acción se promocionaron con una serie animada, que se estrenó en 1987 y duró casi una década. Se estrenaron varias películas; la primera, estrenada en 1990, se convirtió en la película independiente más taquillera hasta ese momento. También se han lanzado numerosos videojuegos, incluidos varios desarrollados por Konami. En algunas regiones europeas, la franquicia se tituló Teenage Mutant Hero Turtles debido a las connotaciones violentas de la palabra "ninja".
Eastman vendió su parte de la franquicia Turtles a Laird en 2000. En 2009, Laird la vendió a Viacom, ahora Paramount Global. La serie ha continuado con una nueva serie de cómics, las películas de acción real Tortugas Ninja (2014) y Fuera de las sombras (2016), la serie animada El ascenso de las tortugas ninja (2018) y la película animada Mutant Mayhem (2023).

## Cómics
Las Tortugas se originaron en un pequeño cómic en blanco y negro de Kevin Eastman y Peter Laird titulado "Eastman and Laird's Teenage Mutant Ninja Turtles." Se publicó en 1984 por Mirage Studios. Se convirtió una sensación de la noche a la mañana entre los cómics independientes. El origen de la historieta es una parodia y un homenaje al trabajo de Frank Miller. La cubierta de la primera edición es muy similar a Rōnin de Frank Miller, y el origen la historia de las tortugas implica el mismo origen que el de Daredevil. Los enemigos de las tortugas, el Clan Foot (lit. Clan del Pie), pudieron también haber sido inspirados por otra creación de Miller, The Hand (La Mano), un grupo de asesinos ninja.
La primera edición fue anunciada antes de su publicación en una guía de cómics, la cual consiguió mucha atención de los fanáticos de historietas cómicas, tanto, que la primera tirada de 3000 copias fue vendida inmediatamente, y rápidamente se incrementó su valor comercial. Se suponía que el cómic iba a ser solo una parodia de una sola edición, pero el éxito de las ventas condujo a una serie de continuaciones.
El formato del cómic fue más grande que el de las historietas regulares, y permaneció en este tamaño para las primeras ediciones. El éxito también condujo a un incremento de popularidad de los cómics en blanco y negro a mediados de los años 80, cuando otras pequeñas editoriales intentaron sacar también parodias de animales antropomorfos esperando obtener beneficios rápidos. La mayoría de ellos lograron venderlos a las tiendas de cómics en grandes cantidades, pero no lograron venderse a los lectores, lo que llevó a un colapso de ventas de historietas durante 1986-1987.
A través de los años los cómics de las Tortugas Ninja han inspirado cuatro series separadas y varias historias alternativas, culminando en el TMNT: Volumen 4 en blanco y negro, que comenzó su publicación en 2001 y continuó hasta la fecha de 2005; sin embargo, sufrió de ventas escasas y de muy poca publicidad.
Archie Comics tuvo los derechos de publicación de cómics basados en la serie de animación de 1987. Estos cómics de aventuras, TMNT Adventures, dejaron de seguir la historia del programa de televisión después de la edición número 5 y desarrollaron sus propios argumentos de historia. Mientras que la serie de televisión de 1987 tenía mucho más humor, la encarnación de los cómics de Archie eran temas más oscuros, más violentos y exploraban temas tales como la muerte, conflictos religiosos y problemas medioambientales. La serie de cómics de Archie fue publicada entre 1988 y 1995.
El Volumen 2, publicado otra vez por Mirage, mostró a Baxter Stockman en un cuerpo robótico como el villano principal y salió en 13 ediciones completas a color. Image Comics también lanzó una serie más enfocada en la acción de las Tortugas Ninja, conocida como Volumen 3, después de la desaparición del Volumen 2 y antes del lanzamiento del Volumen 4. El Volumen 3 fue tenido en gran aversión por los fanáticos, en gran parte por la mutilación de los personajes principales (se muestra a Leonardo perdiendo un brazo y Raphael pierde uno de sus ojos). Se ha quitado de la continuidad y ya no se considera canon.
Dan Berger dibujó y escribió una tira cómica diaria relacionada, ésta fue publicada hasta su cancelación en diciembre de 1996. En la cima de su popularidad, fue publicada en más de 250 periódicos alrededor del mundo.
Desde junio hasta diciembre de 2003, fue publicada un cómic mensual por Dreamwave Productions, inspirado en la serie animada de 2003, hasta que fue cancelada debido a las bajas ventas. Fue escrita por Peter David e ilustrada por LeSean Thomas y en las primeras tres ediciones, que fueron las únicas basadas en esa serie de TV, se mostró la perspectiva de April O'Neil, Baxter Stockman y Casey Jones en lugar del punto de vista de las propias Tortugas.
La editorial IDW Publishing tomó los derechos de los cómics y actualmente publica su propia serie reboot de la franquicia y ha creado unos spin-offs centrados en algunos de sus personajes secundarios.
Tanto la serie clásica como las actuales han sido reeditadas en español desde 2020, por la editorial española ECC Cómics, propietaria actual de los derechos de estos cómics en lengua castellana.

## Series de televisión

### Primera serie animada (1987-1996)
La primera serie de televisión de las Tortugas Ninja Mutantes Adolescentes se inició el 28 de diciembre de 1987 por redifusión y a partir de la cuarta temporada retoma la emisión el 15 de septiembre de 1990 en la cadena estadounidense CBS. La versión de fin de semana presentó una hora completa del "poder ninja tortuga", inicialmente mostrando un par de episodios exclusivos (en ese entonces) de los sábados. Esta serie fue transmitida en los Estados Unidos hasta el 12 de noviembre de 1996.
En la animación, las Tortugas Ninja Adolescentes Mutantes son cuatro inteligentes tortugas adolescentes comedoras de pizza que pelean contra las fuerzas del mal en los alrededores de su guarida en las alcantarillas. En el crepúsculo de la serie, las nuevas direcciones creativas incluyeron aumentar las capacidades de los personajes estelares, ampliando la cantidad de personajes, e incluso incluyendo un poco de temáticas más oscuros.
Esta serie de animación fue hecha por los estudios de Murakami-Wolf-Swenson Film Productions, por lo tanto Mirage Studios no poseía los derechos de esta serie de las Tortugas Ninja de 1987, así que los cambios hechos en esta versión a las Tortugas Ninja no fueron transferidos a otras versiones; sin embargo, en el reciente renacimiento de la serie de animación se han incorporado muchos tributos (a pesar de las sensaciones mezcladas de Peter Laird sobre una serie de TV que se apartó tanto de su historieta original). A pesar del desdén evidente, Laird ha dicho en numerosas ocasiones que él "no odia" a la serie animada original, y la respeta por haber contribuido a aumentar la fama de la actual franquicia.
El reparto de personajes incluyó a nuevos y diferentes personajes incluyendo a April O'Neil, Casey Jones, Bebop y Rocksteady (Rocoso en Hispanoamérica), Baxter Stockman, Don Turtelli, Leatherhead (Cabeza de Cuero o Lagarton) y el Rey de las Ratas (Rat King). Los personajes originales como los soldados del Clan del Pie (Foot Soldiers) permanecieron fieles al cómic solamente en su aspecto y alineación. Krang, uno de los villanos más memorables de la serie, fue inspirado por el diseño de los Utrom, una raza alienígena benévola en los cómics de Mirage Studios. Sin embargo, el Krang animado, era por otra parte un enemigo de la dimensión X y un ser altamente malvado.

### Anime
Además de la serie americana, un anime OVA de dos episodios fue hecho en 1996 exclusivamente para Japón, titulado: las Tortugas Mutantes: Choujin Densetsu-hen ("Leyenda del Superhombre"). Mostró a las Tortugas Ninja como superhéroes, quienes obtuvieron trajes y superpoderes mediante el uso de "Muta-Piedras," mientras que Shredder, Krang, Bebop y Rocksteady ganaron superpoderes de villanos mediante el uso de a "Muta-Piedras Oscuras." Los personajes del show se asemejaban a los de la Serie animada original de Estados Unidos, pero con personalidades un poco diferentes. El show tuvo como objetivo a una audiencia mucho más joven, y utilizó muchos divertidos elementos de series Sentai y superhéroes de historieta. Aun así, contiene un fuerte contenido y lenguaje adulto en algunas escenas.

### La serieNinja Turtles: The Next Mutation
En 1997-1998, fue realizada una serie de acción con actores en trajes de tortugas que fue producida por Saban Entertainment Inc. y Toei Company para la extinta cadena Fox Kids. Se introdujo una quinta tortuga, una hembra llamada "Venus de Milo" le gustaba el fútbol y era experta en las místicas artes de shinobi. Cuando Splinter cae enfermo, Shredder y los soldados de a pie invaden la guarida de las tortugas y Venus lo derrota definitivamente, resultando en un cambio de villanos para las Tortugas Ninja. Esta serie parecía estar conectada con las películas ya que se mostraba a Splinter con una oreja rebanada, los Foot Soldier eran seres humanos, y los héroes vivían en la guarida que se mostró en la segunda y tercera películas. En esta serie tenían dos vehículos: un Hummer y una motocicleta que solamente montaba Rafael. Estas versiones de las tortugas de Ninja hicieron apariciones como invitados en las series de Power Rangers en el espacio, una serie de superhéroes de esa temporada. Esta encarnación de las tortugas no fue muy popular y fue cancelada después de una temporada de 26 episodios.
Desde su cancelación, el programa ha sido considerado como algo apócrifo por el fanbase de TMNT, y Laird y Eastman han rechazado todo reconocimiento sobre Venus de Milo (en noviembre de 2000).

### Segunda serie animada (2003-2010)
El 8 de febrero de 2003, 4Kids Entertainment revivió la franquicia de las Tortugas Ninja Adolescentes Mutantes con una serie animada "de los sábados" en un bloque de programación del canal Fox (este bloque fue renombrado "4Kids TV"). La serie de 2003 fue producida por Mirage Studios, y por lo tanto Mirage Studios posee un tercio de los derechos de la serie.
Las Tortugas Ninja se representan más como familia que como un equipo que combate (a diferencia de la serie de 1987). En la cuarta temporada, Shredder aparentemente desapareció, sin embargo, al ser el más grande de los archienemigos de las tortugas, es probable él, o alguna nueva encarnación aparezca eventualmente otra vez lo cual ocurrió en la última temporada.
Todas las películas de acción real están disponibles en DVD y VHS así como la serie animada de 2003. La serie de 1987 solo está disponible en su versión de VHS (ya no se hacen más copias) que son favoritas como artículos de colección. También se lanzó un DVD de la serie de 1987 que está disponible desde abril de 2004, el cual contiene los episodios originales mostrados en EE. UU. en diciembre de 1987 y cuatro episodios adicionales de su décima y última temporada. También la segunda temporada está disponible en DVD. Los primeros doce episodios de la serie original de la tercera temporada también están disponibles en DVD. La serie "The Next Mutation" también está disponible en DVD y VHS.
Una nueva serie de las Tortugas Ninja Mutantes Adolescentes producida por 4Kids Entertainment comenzó a transmitirse en el "FoxBox bloque de programación". Más tarde se trasladó al bloque CW4Kids. La serie fue coproducida por Mirage Studios, y Mirage poseía un tercio de los derechos de dicha serie. Mirage tuvo una participación significativa en el control creativo de dicha serie y resultó en una caricatura que se asemeje más a los cómics originales, creando un ambiente más oscuro y más apropiado que la caricatura de 1987, pero aún queda lo suficientemente ligera para ser considerada apropiada para los niños. Esta serie duró hasta 2009, terminando con una película para televisión titulada Tortugas para Siempre, que fue producido en conjunto con el 25 º aniversario de la franquicia TMNT y contó con las tortugas de la serie de 2003 haciendo equipo con sus homólogos de la serie de 1987. 4Kidstv.com transmitió todos los episodios de la serie hasta marzo de 2010; 4Kids ya no es propietaria de la licencia de esta serie sino Nickelodeon, lo que significa que ya no puede ser visto en 4Kidstv.com.

### Tercera serie animada (2012-2017)
Una serie original de Nickelodeon, Teenage Mutant Ninja Turtles fue estrenada el 29 de septiembre de 2012 en Estados Unidos, con el episodio "Rise of the Turtles". La serie gira en torno a 4 tortugas que mutaron (Leonardo, Raphael, Miguel Ángel y Donatello), naciendo así, "Las Tortugas Ninja" que viven en la ciudad de Nueva York donde juntos luchan por la prevalencia de su clan ante los ninja del pie, arruinar los planes de "the Kraang" y por distribuir justicia en la ciudad.
Su primer adelanto fue el 28 de septiembre de 2012 a las 8:00 p. m. con el estreno de la primera parte de "Rise of the Turtles" ("El Origen de las Tortugas), con un total de 2.3 millones de espectadores (2.295). El episodio piloto alcanzó un total de 3.9 millones de espectadores con duración de una hora y fue la caricatura número uno en audiencia ese día. En Latinoamérica se estrenó el 12 de noviembre de 2012 y en España el 10 de noviembre de 2012. El 2 de octubre de 2012, se confirmó que la serie se renovó para una segunda temporada que constará de 26 episodios. La primera temporada consta de 26 episodios. Hasta el 3 de junio de 2013 Teenage Mutant Ninja Turtles lleva un total de 29 episodios estrenados en Estados Unidos. La serie, junto con Bob Esponja han sido las caricaturas más vistas del canal durante los últimos meses. Gracias al éxito que ha tenido la serie, Nickelodeon ha renovó para una segunda temporada estrenada el sábado 8 de febrero de 2014.
La animación ha recibido buenas críticas hasta la fecha; cabe destacar que en esta serie fueron utilizados algunos villanos como "Kraang" o "El Rey Rata" que habían desaparecido para la serie animada de 2003, estos han sido rediseñados y adaptados a esta versión con un concepto más reciente a la época.
Los roles de las tortugas en cuanto a personalidad no se diferencian radicalmente de la serie animada de 2003, sin embargo el concepto "adolescente" de las tortugas se ha convertido en un elemento de peso con la intención de aportar ese equilibrio entre "trama seria" del cómic y "comedia" de la primera adaptación animada de la franquicia.
Nickelodeon adquirió los derechos mundiales para Tortugas Ninja del Grupo y 4Kids Entertainment, Inc. Mirage y anunció una nueva serie de televisión TMNT CGI de animación que consiste en al menos 26 episodios de media hora, no son cambios, es decir, las dos tortugas que tradicionalmente llevar armas contundentes tienen nuevas armas que son versiones blancas similares; Donatello utiliza un naginata, así como un bo, y Miguel Ángel utiliza un kusarigama y nunchaku. Esta serie se estrenó en 2012.

### El ascenso de las tortugas ninja (2018-2020)
Nickelodeon hizo una nueva serie animada en 2D basada en la franquicia, que apareció en septiembre de 2018. Esta versión se caracteriza por un humor más ligero y también tenía algo de iconografía de anime.
La serie fue bastante mal recibida por los aficionados de las series anteriores, inclusive fue comparada con los jóvenes titanes en acción!, serie mal recibida por el público debido a su alegado abuso de humor de baño.
Ha habido un ascenso en la cantidad de aficionados de la serie en los últimos años. 
Solamente hay dos temporadas de la serie y hubo alegadas adelantaciones en la segunda por presión de nickelodeon a los animadores.
Todavía está incierto si la serie está cancelada o no, debido a las señales contradictorias dichas por tanto nickelodeon como los creadores de la serie.

## Películas

### Las tortugas ninja(1990)
La primera película, simplemente titulada Las tortugas ninja (1990), sigue de cerca la trama de las novelas gráficas originales de Eastman y Laird, con un poco del humor de la serie de TV; fue uno de los filmes independientes más exitosos que se haya hecho en los Estados Unidos. Aun cuando los fanes estuvieron complacidos, muchos sintieron que las personalidades de las tortugas eran muy similares entre sí (con la excepción de Rafael). La primera mitad de la película se centra en el personaje de Rafael y muestra poco a los otros. Los efectos que se utilizaron y el vestuario creado por Jim Henson Creature Shop, eran muy avanzados para su época. Las nuevas técnicas de empleo de marionetas fueron innovadoras y se aplicaron más adelante en otras películas y a la serie Dinosaurios.

### Las Tortugas Ninja II(1991)
La segunda película, titulada Tortugas Ninja II: El secreto del Ooze (El secreto de los mocos verdes en España) (1991), expande la historia del origen de las tortugas al mismo tiempo que anunciaba el debut cinematográfico del entonces famoso rapero Vanilla Ice. También introdujo nuevos personajes: los mutantes de Shredder, Tokka y Rahzar, así como un Super-Shredder mutado. El estilo de la película es menos oscuro, probablemente debido a la gran persuasión de los padres preocupados del nivel de violencia de las Tortugas Ninja y sus efectos sobre los niños. Por ejemplo, a excepción de Donatello, no se muestra a ninguna de las tortugas utilizando sus armas contra los enemigos. La historia original pretendía incluir a Bebop y a Rocksteady (Rocoso) por la insistencia del estudio cinematográfico, pero Laird y Eastman entablaron una gran batalla para omitirlos, y por lo tanto crearon a Tokka y Rahzar como compensación por la ausencia de Bebop y Rocksteady. La conclusión original de esta película también suponía que revelaría que el benévolo científico Jordon Perry (interpretado por David Warner) que ayudó a las tortugas sería un Utrom, pero este argumento fue descartado debido a los recortes del presupuesto, más el temor de que pudiese ser confundido con Krang. El equipo dedicó esta película a Jim Henson, quien murió en 1990.

### Las tortugas ninja III(1993)
La tercera película en la serie fue Las tortugas ninja III (1993), que ofreció el regreso del personaje Casey Jones, interpretado de nuevo por Elias Koteas. El argumento de esta película implica que las tortugas viajan hacia atrás en el tiempo al Japón antiguo y usan armaduras samurái. Parte de la trama involucra a las arenas sagradas del tiempo, que debutaron en Eastman y Laird Tortugas Ninja Adolescentes Mutantes Volumen 1, edición 8. El vestuario no fue realizado por Henson's Creature Shop en esta ocasión porque pensaron que la historia en esta película era muy violenta y rechazó trabajar en la misma. En su lugar una compañía llamada "All Creature Effects" hizo el trabajo de vestuario. En una revocación interesante, todas las tortugas utilizaron sus armas contra sus enemigos. A pesar de ello, esta tercera película se considera la peor de la trilogía.

### TMNT(2007)
La cuarta película en la serie debutó en el nuevo milenio. TMNT (2007) se estrenó el 20 de marzo en Estados Unidos, una semana después en México y en mayo en España. A diferencia de las películas anteriores, esta película es totalmente digital, animada por ordenador por la empresa Imagi. Este film continua a partir del final de la primera película de los años 1990 (por tanto, omite la segunda y tercera, como si no existiesen). Las tortugas sufren una relación muy deteriorada y corren el riesgo de enfrentarse entre ellas. Debido a ello, Leonardo emigra a México para encontrarse a sí mismo y convertirse en un mejor líder. Pasan dos años hasta que April va a visitarle y le propone una petición: que vuelva a los EE. UU. para poner orden en la familia, ya que las cosas no van muy bien entre las tortugas. Leonardo accede y regresa, pero tendrá que enfrentarse con no pocos problemas: Rafael está totalmente fuera de si y un misterioso magnate millonario pretende reunir unas estatuas de míticos guerreros para fines oscuros. Esta película obtuvo una buena aceptación, aunque se criticó mucho el hecho de que la historia se centrara demasiado en la relación entre Leonardo y Rafael (Donatello y Michelangelo apenas tienen relevancia). En la película también aparecen Casey Jones y Karai.

### Turtles Forever(2009)
En 2009 se estrenó en televisión la película Turtles Forever, de 70 minutos de duración, que rinde homenaje al 25.º aniversario de las TMNT. La historia arranca con la banda de los Dragones Púrpura haciendo de las suyas en su base, hasta que las tortugas aparecen para desbaratar sus planes. Allí descubren que los Dragones Púrpura tiene retenidas a las tortugas ninja de la serie de los años 80. Las personalidades de ambas chocan continuamente (ya que las TMNT de los años 80 eran mucho más infantiles que las de la serie de 2003), pero deciden unirse para detener a Shredder, ya que ahora no solo hay uno, sino dos. Y es que el Shredder de los años 80 también se encuentra en esta dimensión, así como Krang, Bebop y Rocksteady (Rocoso). A lo largo de la película se hacen muchísimas referencias a todo material audiovisual de las TMNT: cómics, series, películas de imagen real y digital, merchandising, etc. Fue muy bien recibida por los aficionados y lamentaron que este film no se hubiese estrenado en cines. A día de hoy, esta película permanece inédita en España e Hispanoamérica. Tampoco se encuentra doblada al español.

### Tortugas Ninja(2014)
En agosto de 2014 se estrenó una nueva película de las tortugas protagonizada por Megan Fox, dirigida por Jonathan Liebesman y producida por Michael Bay. Dando un enfoque más moderno de los personajes.

### Teenage Mutant Ninja Turtles: Out of the Shadows(2016)
Secuela de la película del 2014 con Megan Fox de regreso como April O'Neil y con la inclusión de Stephen Amell como Casey Jones.
Fue estrenada el 3 de junio de 2016, con Dave Green como el nuevo director y con Michael Bay nuevamente como productor.

### Batman vs. Tortugas Ninjas Mutantes Adolescentes(2019)
La película es la primera colaboración entre Warner Bros. y Nickelodeon, donde las Tortugas hacen equipo con Batman, Batgirl y Robin, en enfrentar a Shredder y Ra's al Ghul.

### Teenage Mutant Ninja Turtles: Mutant Mayhem(2023)
Producida por Seth Rogen se estrenará en agosto de 2023.  John Cena, Jackie Chan, Ice Cube participarán haciendo voces.

## Videojuegos
Las Tortugas Ninja no sólo tienen series de animación, una exitosa línea de juguetes, y películas de imagen real, sino también han estelarizado muchos videojuegos. La compañía japonesa fabricante de videojuegos Konami fue en gran parte responsable de estos.

### 1989-1994
El primer videojuego de las Tortugas Ninja fue de género de plataformas en la consola Famicom/NES (retitulado 激亀忍者伝 Gekikame Ninja Lolatello Den en Japón que se puede traducir como "leyenda feroz de las tortugas de Ninja", lo que afecto la numeración de sus secuelas estrenadas para Famicom), fue lanzado en 1989. Era único en esa en todos los aspectos, el jugador podría cambiar de un personaje a otro; cada tortuga utilizaba su arma distintiva (el Bō de Donatello, los Nunchakus de Michelangelo, las Katanas de Leonardo o los Sais de Rafael).
El videojuego era también único en el sentido de que el jugador comienza en un mapa estratégico donde el jugador puede explorar las alcantarillas así como enfrentamientos contra soldados enemigos antes de entrar a los portales del videojuego o puntos de entrada de su elección. Existen también varios 'objetivos' que deben ser terminados antes de completar cualquiera de los cinco niveles disponibles, tales como el rescate de April en el primer nivel. Durante el curso de las misiones, el jugador también puede recolectar varias útiles armas consumibles tales como bumeranes o shurikens. De acuerdo a la tradición de la mayoría de los videojuegos de su época, hay un inevitable "jefe" al final de cada nivel. El videojuego, sin embargo, es solamente para un solo jugador. Los escenarios del videojuego implican el zambullirse en el río Hudson, asegurar un almacén y la búsqueda del Tecnódromo.
Fue lanzado también en 1989 un videojuego arcade que fue muy popular en las salas de videojuegos durante los años 1990, también titulado simplemente Teenage Mutant Ninja Turtles (Tortugas Ninja Adolescentes Mutantes), creado por la compañía Konami, que consistía en un videojuego beat 'em up con desplazamiento lateral. Fue suficientemente exitoso para generar una secuela en 1991, conocida como: Teenage Mutant Ninja Turtles: Turtles in Time, la cual posteriormente fue porteado para Super Nintendo.
El segundo videojuego de NES, conocido como Teenage Mutant Ninja Turtles II: The Arcade Game, fue lanzado en 1990, y era una adaptación del primer videojuego arcade original, con dos niveles adicionales y algunos gráficos alterados que incluyeron anuncios publicitarios de Pizza Hut. Así también, en ese entonces los videojuegos arcade se reproducían en hardware con componentes mucho más avanzados que los videojuegos para sistemas hogareños, lo que forzó a los programadores a eliminar algunas escenas intermedias. El juego fue promocionado en la revista Nintendo Power volumen #21.
El tercer videojuego de NES de las Tortugas Ninja fue llamado Teenage Mutant Ninja Turtles III: The Manhattan Project y fue lanzado en 1991. Fue mostrado en la portada del volumen 32 de la revista Nintendo Power. Este juego tiene la distinción de ser el primero en introducir movimientos especiales únicos para cada Tortuga Ninja (ej. Rafael saltando y girando en el aire, con un sonido de taladro, conocido como la "Tortuga Taladro").
El primer videojuego para Sega Mega Drive y Super NES fue un port del videojuego arcade "Turtles in Time". Tuvo varias alteraciones hechas a su jugabilidad. Por ejemplo, algunos enemigos podían ser derrotados con un solo golpe en la versión para SNES. También tuvo un nivel adicional (titulado "Technodrome: Let's Kick Shell!", este nivel fue basado claramente en el nivel final del videojuego arcade anterior y su correspondiente versión para NES) y diversos jefes (Tokka y Rhazzar eran los jefes en el nivel de piratas, pero se convirtieron en subjefes en el nuevo nivel del Tecnodromo de la versión SNES, dejando Bebop y Rocoso - quiénes asombrosamente estuvieron ausentes en el videojuego arcade - en su lugar.
Así también, Slash substituyó al extraño Hombre de Cemento, y el Rey Rata a bordo del Footski se ubicó al final del nivel de surfeo en las alcantarillas, y Shredder fue movido al nivel del Tecnodromo y reemplazado en el nivel final por su alter ego de la segunda película, Super-Shredder). Los niveles Sewer Surfin' y Neon Night Riders fueron cambiados de ser niveles "regulares" a ser niveles "extras". Después de algunos niveles de juego regular, las tortugas son transportadas a una época prehistórica, y posteriormente a otros periodos temporales hasta que llegan al futuro, donde combaten contra el primer Krang, y luego contra Shredder por la Estatua de la Libertad. Otros cambios hechos exclusivamente en la versión de SNES incluyen un modo de VS. para dos jugadores, un modo de límite de tiempo, y la opción de cambiar la visualización de las tortugas de "animación" (la visualización por default similar a la serie animada de ese tiempo) al formato "cómic" (en el que las tortugas se representaban con diferentes tonos de piel y con las pupilas removidas de sus ojos, lo que las hacía parecerse más a las figuras de acción, así como a la versión actual de la serie animada).
Cuando la popularidad de las Tortugas Ninja comenzó a disminuir durante los mediados de los años 1990, los videojuegos cambiaron de dirección. Se realizó otro videojuego para NES, SNES y Sega Mega Drive, Teenage Mutant Ninja Turtles: Tournament Fighters. Cada versión de este videojuego tuvo sus propias diferencias importantes en su argumento, jugabilidad, gráficos y personajes utilizados, pero el concepto básico era iguales en cada uno: era un videojuego de peleas similar a la serie Street Fighter.
Varios videojuegos también fueron realizados para Game Boy.

### 2003
La compañía Konami fue la escogida para transformar la serie animada de 2003 en una licencia para videojuegos como en los años 1990, dando por resultado una trilogía de videojuegos: Teenage Mutant Ninja Turtles (2004), Teenage Mutant Ninja Turtles 2: Battle Nexus (2005) y Teenage Mutant Ninja Turtles 3: Mutant Nightmare (2006), que fueron lanzados para PC, Sony PlayStation 2, Nintendo GameCube, y Microsoft Xbox. La mayoría de estos videojuegos han sido desaprobados por los críticos al argumentar que no tienen inspiración y no reviven la herencia de los videojuegos anteriores de Tortugas Ninja para NES y SNES.
Algunos jugadores han criticado estos videojuegos argumentando que el jugador se ve forzado a pasar demasiado tiempo tan solo presionando el botón ataque constantemente sin permitir mucha libertad de realizar otras acciones. También fueron lanzados algunos títulos para Game Boy Advance, y aunque estas difieren de las otras versiones debido a las limitaciones de hardware de este sistema, cuentan con una mayor aceptación gracias a que cuentan con una jugabilidad más pulida. Aparte de esa trilogía, fue lanzado un cuarto videojuego adicional titulado Teenage Mutant Ninja Turtles: Mutant Melee en 2005 para las mismas consolas. Fue un videojuego de lucha con opción multijugador, pero también fue vapuleado por la crítica a causa de su jugabilidad mediocre.

### 2007
Posteriormente, y a raíz de la última película de 2007, la compañía Ubisoft se hizo con los derechos de la serie y también de la película, por lo que desde aquel año hasta el año 2013, se encargó de producir los videojuegos basados en esta franquicia. El primero fue TMNT (2007) para PS2, Xbox y GBA, una adaptación de la película del mismo nombre, con una jugabilidad similar a la trilogía de Prince of Persia.

### 2009
En 2009 fue lanzado en el servicio de descargas de Xbox Live (Xbox 360) y PlayStation Network (PS3) el videojuego Teenage Mutant Ninja Turtles: Turtles in Time Re-Shelled, un remake del arcade original de 1991, con gráficos 3D en alta definición y multijugador en línea. Para Nintendo DS, fue lanzado el videojuego Teenage Mutant Ninja Turtles: Arcade Attack, un sencillo arcade de scroll horizontal al estilo clásico para varios jugadores que recibió buenas reseñas. El siguiente videojuego fue Teenage Mutant Ninja Turtles: Smash Up para Wii y PlayStation 2, programado por Game Arts para Ubisoft, un arcade de lucha multijugador de sencilla pero divertida jugabilidad, muy similar a Super Smash Bros. Brawl.

### 2013
Desde el año 2013 la empresa Activision es quien posee la licencia de TMNT para producir videojuegos. El primer videojuego en aparecer fue Teenage Mutant Ninja Turtles: Out of the Shadows para los servicios de descarga digital en Xbox 360, PlayStation 3 y PC, un videojuego de acción y plataformas con opción para dos o más jugadores local o en línea. El siguiente fue Teenage Mutant Ninja Turtles, un videojuego muy parecido al anterior, pero basado en la serie animada del mismo nombre del canal de Nickelodeon, que está disponible para Xbox 360, Wii y Nintendo 3DS.

### 2014
Este año fue lanzado un videojuego, exclusivo para Nintendo 3DS, basado en el reboot de la saga cinematográfica de las Tortugas Ninja, con el mismo nombre, que se desarrolla después de la película.
El jugador puede elegir, durante la misión, entre Leonardo, Donatello, Michelangelo y Raphael para enfrentar a los mutantes creados por Baxter Stockman y que fueron desatados (en el que se destaca Slash).
Teenage mutant ninja turtles: Danger of the Ooze fue lanzado el 28 de octubre de este año, con temática de acción, desarrollado por WayForward Technologies y distribuido por Activision. La historia se desarrolla entre la 2° y 3° temporada de la serie de 2012. Se encuentra disponible para PlayStation 3, Xbox 360 y Nintendo 3DS.

### 2017
Las Tortugas Ninja aparecieron como personajes contenido de descarga en el videojuego Injustice 2 como parte de su Fighter Pack 3.

### 2020
Las Tortugas Ninja aparecieron como skins Hi-Rez Studios anunció que en noviembre está disponible un nuevo Battle Pass para SMITE. En esta ocasión se tratará de un Pase de Batalla protagonizado por las Tortugas Ninjas y otros personajes de su mundo.

## Juegos de rol
Las tortugas también fueron adaptadas a un juego de rol de mesa titulado Teenage Mutant Ninja Turtles & Other Strangeness («Las tortugas ninja mutantes adolescentes y otras cosas extrañas» - traducción no oficial), publicado por Palladium Books en 1985. No solo las tortugas y ratas fueron opciones para animales mutados, otra larga lista de animales también se hizo disponible. Posteriormente dio lugar a otro juego ambientado en un futuro apocalíptico donde la Tierra estaba poblada principalmente por animales antropomorfos, fue llamado: After the Bomb. Palladium perdió los derechos de las Tortugas Ninja en 2000, debido a que la serie animada hizo a las tortugas muy infantiles, a pesar de la protesta de los fanáticos. Palladium aún produce el material de After The Bomb, y no tiene planes de retomar la licencia de las Tortugas Ninja, incluso con el resurgimiento de la serie animada de 2003.

## Doblaje
| Personaje                               | Serie de 1987                                                                       | Doblaje de la Serie de 1987 | Serie de 2003    | Doblaje de la Serie de 2003                                                                            | Serie de 2012                                                                                       | Doblaje de la Serie de 2012                                            |
| --------------------------------------- | ----------------------------------------------------------------------------------- | --------------------------- | ---------------- | --- | --------------------------------------------------------------------------------------------------- | ---------------------------------------------------------------------- |
| Leonardo                                | Cam Clarke                                                                          | Luis Alfonso Mendoza        | Mike Sinterklaas | Luis Daniel Ramírez (2003-2006), Daniel del Roble (Fast Forward y de Regreso a la Alcantarilla)        | Jason Biggs (1.ª-2.ª temp.); Dominic Catrambone (2.ª temp. eps.18,20 y 26); Seth Green (3.ª temp.-) | Alan Prieto                                                            |
| Michelangelo                            | Townsend Coleman                                                                    | Jorge Roig                  | Wayne Grayson    | Gabriel Ortiz (2003-2006), Carlo Vázquez (Fast Forward y de Regreso a la Alcantarilla)                 | Greg Cipes                                                                                          | Ricardo Bautista                                                       |
| Donatello                               | Barry Gordon                                                                        | César Arias                 | Sam Regal        | Eduardo Garza                                                                                          | Rob Paulsen                                                                                         | Javier Olguín                                                          |
| Raphael                                 | Rob Paulsen (temporadas 1987–1995)(EE. UU.) Michael Gough (temporada 1996)(EE. UU.) | Jorge Santos                | Frank Frankson   | Ricardo Mendoza (2003-2006), Enrique Horiuchi (Fast Forward y de Regreso a la Alcantarilla)            | Sean Astin                                                                                          | Gerardo García                                                         |
| Splinter (Astilla en España)            | Peter Renaday                                                                       | Carlos Magaña               | Darren Dunstan   | César Soto (2003-2006), Rolando De Castro (Fast Forward y de Regreso a la Alcantarilla)                | Hoon Lee                                                                                            | Jorge Badillo                                                          |
| Shredder (Destructor en Hispanoamérica) | James Avery (temporadas 1987–1993) William Martin (temporadas 1994–1996)            | Herman López                | Scottie Ray      | Alfonso Ramírez/Jorge Santos (2003-2006), Ricardo Méndez (Fast Forward y de Regreso a la Alcantarilla) | Kevin Michael Richardson                                                                            | Octavio Rojas                                                          |
| April O'Neil                            | Renae Jacobs                                                                        | Mónica Manjarrez            | Veronica Taylor  | Cynthia Alfonzo (2003-2006); Rebeca Gómez (Fast Forward y de Regreso a la Alcantarilla)                | Mae Whitman                                                                                         | Alondra Hidalgo (1.ª-2.ª temp. eps. 1-38); Analiz Sánchez (2.ª temp.-) |
| Casey Jones                             | Pat Fraley                                                                          | Carlos Íñigo                | Marc Thompson    | René García (2003-2006); Igor Cruz (Fast Forward y de Regreso a la Alcantarilla)                       | Josh Peck                                                                                           | Irwin Daayán                                                           |
| Karai                                   | No Aparece                                                                          | No Aparece                  | Karen Neil       | Karina Altamirano (2003-2006); Nallely Solís (Fast Forward y de Regreso a la Alcantarilla)             | Kelly Hu                                                                                            | Pamela Cruz                                                            |

## Productos derivados
Durante la programación de la serie de 1987, la compañía de juguetes Playmates produjo centenares de figuras de acción de TMNT, las cuales se convirtieron los más famosos juguetes coleccionables en ese tiempo. La línea ofreció muchas variantes de las cuatro tortugas, comenzando con las tortugas regulares hasta el granjero Mike y el Clásico roquero Leo. Los personajes secundarios se realizaron con base en sus representaciones de la serie animada, y los empleados de Mirage Studios, la compañía que publica las historietas de las tortugas, diseño muchas de las figuras y vehículos. Cada set incluía por lo menos una nueva versión de cada tortuga, y normalmente incluía nuevas versiones de los personajes secundarios como Shredder y April, e incluso Splinter y Casey Jones. Desde entonces, Playmates ha retomado la licencia (asumiendo que alguna vez hayan dejado la posesión original de los derechos para fabricar los juguetes basados en los personajes) produce juguetes basados en la serie de 2003 y actualmente en la serie del 2012
En febrero de 2004 fue lanzado por Upper Deck un juego de cartas basado en la serie animada de 2003.
La serie original de 1987 de las tortugas de Ninja tuvo dispensadores PEZ (una famosa marca de caramelos estadounidense) hechos basados en los rostros de las cuatro tortugas. Se hicieron dos versiones de cada tortuga. También se han lanzado en 2003 los dispensadores basados en la historieta.

## Censura
Durante la primera llegada de las Tortugas Ninja al Reino Unido, el nombre fue cambiado a "Teenage Mutant Hero Turtles" (Tortugas Héroes Adolescentes Mutantes), puesto que las políticas locales de censura juzgaban que la palabra "ninja" tenía asociaciones y connotaciones demasiado violentas para un programa de televisión de los niños. Por lo tanto, todo lo relacionado con las tortugas tuvo que ser retitulado antes de ser lanzado en el mercado del Reino Unido. Las letra de la canción al principio del show también fue cambiada, eliminando la palabra ninja y cambiando el hecho de que Splinter los entrenaba para ser ninjas, a ser "adolescentes luchadores".
Estas políticas también tuvieron otros efectos, tales como eliminar los nunchakus de Michelangelo (que están prohibidos para aparecer en las películas para menores de 18 años) y generalmente atenuando el uso de las armas de todas las tortugas. Los shuriken o estrellas ninja fueron utilizados en los primeros episodios, pero también desaparecieron en episodios posteriores. En el tercer episodio de la serie original, Michelangelo tuvo brevemente un manriki-gusari y se declarado el maestro de esta técnica. El arma nunca apareció en episodios siguientes,a partir de la cuarta temporada (segundo intro ) su nunchakus, aún no desaparecieron por completo pero fueron sustituidos por una cuerda con un garfio en su extremo ya que Michelangelo usaba la cuerda pero se veían sus nunchakus en sus bolsillos. A partir de la sexta temporada desaparecieron por completo. El arma fue utilizada solo para atrapar a sus enemigos, para desarmarlos o para subir y balancearse. Solamente en la película crossover de las versiones 1987 y 2003 Turtles Forever, que fue para darles un final a ambas, se olvidó de esta censura y a Michelangelo volvió a utilizar su arma original los nunchakus.
También se cambió la secuencia de apertura de la serie, ya que en varias veces (en la primera intro) se mostraba los nunchakus de Michelangelo. Las políticas también afectaron a la segunda y tercera película de imagen real, en la que se limitó mucho el uso de sus armas. La serie Ninja Turtles: La nueva mutación con actores reales también tuvo muy poco uso de las armas y los nunchakus de Michelangelo fueron sustituidos por tonfas.
Esta censura, aunque fue impuesta por el Reino Unido, afectó a las emisiones de toda Europa. En España la censura fue parcial. En las emisiones nacionales (para todo el país) los episodios fueron emitidos sin censura ni modificaciones, pero en canales autonómicos como TV3 (canal autonómico de Cataluña) y en desaparecido Canal Nou (de Valencia) sí se emitieron los capítulos con la censura de Reino Unido.
Al comienzo de la reaparición en la más reciente versión estas políticas habían sido suprimidas, y no se realizaron ningún cambio a la serie animada de 2003 (ni a la serie del 2012). Este nuevo show no muestra ningún derramamiento de sangre, pero los personajes son golpeados con más detalle gráfico e incluso en algunas ocasiones terminan con contusiones duraderas en sus cuerpos. El nombre Teenage Mutant Ninja Turtles permaneció sin cambios en las emisiones de 2003 y 2012. Como resultado, en el Reino Unido, la serie animada de 1987 todavía es llamada Teenage Mutant Hero Turtles y las nuevas series animadas son llamada Teenage Mutant Ninja Turtles.

## Tour de conciertos
Para agregar más popularidad a las tortugas, en Estados Unidos fue llevado a cabo un tour de conciertos durante 1990. El 'Comin' Out of Their Shells Tour' (Tour Saliendo del caparazón) donde se mostraban tortugas con trajes similares a los de las películas tocando en un escenario algunas melodías y un show rutinario: April O'Neil es raptada por Shredder, y las tortugas tienen que rescatarla. También se realizó el mercadeo de pago por evento, y se lanzó un álbum que contenía las canciones del show. La lista de las pistas es la siguiente:
1. Coming Out of Our Shells!
2. Sing About It
3. Tubin'
4. Skipping Stones
5. Pizza Power
6. Walk Straight
7. No Treaties
8. Cowabunga
9. April Ballad
10. Count on Us

El show original fue lanzado en video así como un "detrás de las cámaras". En 1994 dos videos de veinticinco minutos fueron lanzados mostrando algunas de las canciones de este tour más algunas nuevas tonadas. Fueron llamados "We Wish You a Turtle Christmas" (Te deseamos una Navidad tortuga), y "Turtle Tunes" (Tonadas tortuga). En Chile, el show fue auspiciado por Pepsi, presentándose en gimnasio "La Tortuga" del puerto de Talcahuano.